# Мбеки, Моелетси
Моелетси Годука Мбеки (африк. Moeletsi Goduka Mbeki; 30 ноября 1945, Идутива, Транскей) — южно-африканский политический экономист и заместитель председателя Южно-Африканского института международных отношений Университета Витватерсранда, политический аналитик «Nedbank» и член исполнительного совета Международного института стратегических исследований в Лондоне. Сын борцов с апартеидом Ипанетт и Гована Мбеки, брат бывшего президента ЮАР Табо Мбеки, которого часто критиковал.

## Биография

### Молодые годы
Моелетси Годука Мбеки родился 30 ноября 1945 года в деревне Идутива бантустана Транскей, в семье учителей и политических деятелей Ипанетт и Гована Мбеки. В это время, его отец работал журналистом и был ведущей фигурой в запрещённых Коммунистической партии Южной Африки и Африканском национальном конгрессе В 1963 году, после суда в Ривонии, Гован был приговорен к пожизненному заключению, которое отбыл до своего освобождения в ноябре 1987 года на Роббенэйланде. После ареста обоих родителей, Моелетси жил со своими двумя братьями и сестрой у родственников и друзей семьи. Он учился в Уорикском университете и получил степень магистра в области инженерных наук.

### Политическая и экономическая деятельность
Работал журналистом в Зимбабве, Алжире, Танзании, США и Великобритании. С 1986 по 1987 год он был сотрудником Общего рынка Восточной и Южной Африки. В 1990-е годы он был медиа-советником АНК и сотрудником пресс-службы Конгресса южноафриканских профсоюзов.
Моелетси Мбеки пишет для журнала «New Statesman» и BBC, написал несколько книг о политике Южной Африки в качестве политического обозревателя. Он является автором документа под названием «Увековечение бедности в странах Африки южнее Сахары» (Perpetuating Poverty in Sub-Saharan Africa), опубликованном 30 июня 2005 года в «International Policy Network». В настоящее время Мбеки является председателем южно-африканского подразделения телевизионной компании «Endemol».
В 2003 году радиоведущий Джон Перлман выяснил, что Мбеки находился в чёрном списке политических комментаторов, возможно из-за его политических взглядов и того, что он говорил, что Африка под колониальным господством управлялась лучше, чем сегодня. В октябре 2006 года Мбеки заявил, что в следующий раз, когда Джонатан Мойо посетит Южную Африку, его нужно посадить в тюрьму. Мойо выступает против определенных экономических прав для чернокожих, возможности проведения сделок в Южной Африке и пишет статьи для либертарианского Института Катона в США.
В 2008 году он раскритиковал заседание председателя Африканского союза президента Зимбабве Роберта Мугабе.
В 2009 году он выпустил книгу «Архитекторы бедности: Почему африканский капитализм нуждается в изменении» (Architects of Poverty: Why African Capitalism Needs Changing), в которой описывает, как африканские элиты рассматривают свои государства как дойную корову, подражая образу жизни колониальных хозяев, ведя роскошный образ жизни, без чувства ответственности за свои страны и не заботящиеся об их развитии. Результатом всего этого является пренебрежение благами народа, возрастание коррупции, отток капитала, и в конечном счете жестокость по отношению к голосам критики. Мбеки предупреждает о «паразитических политических элитах», которые постепенно отравляют демократию в Южной Африке. Чёрную экономическую политику АНК он оценивает очень критически и видит её как детище белого капитала, способствующую развитию небольшого класса чёрных капиталистов.
В своей речи в Кейптауне на тему кризиса южноафриканского руководства в июле 2011 года, Мбеки сказал, что АНК безответственно относится к будущему страны, подвергнув Джейкоба Зуму и Джулиуса Малему серьёзной критике. На следующий день Зума опубликовал заявление, в котором осудил необъективные и разочаровывающие аргумента Мбеки. Представитель Зумы и пресс-секретарь АНК назвал Мбеки символом неуважения, наглости и подлости.
В сентябре 2011 года Мбеки призвал Демократический Альянс поддержать Джулиуса Малему и Союз молодёжи АНК в своем призыве к экономической свободе. После исключения Малемы из АНК и сопротивления Союза в ноябре 2011 года, Мбеки сказал, что Малема задаёт правильные вопросы, осуждая расточительный образ жизни южноафриканских политиков. В том же году Мбеки опубликовал послание «Защитники изменений» (Advocates for Change), в котором он описал конкретные решения.

## Работы
Книги:
- Moeletsi Mbeki: Architects of Poverty: Why African Capitalism Needs Changing, Central Books, April 2009, ISBN 1770101616
- Moeletsi Mbeki: Advocates for change: How to overcome Africa's challenges, Picador Africa, 2011, ISBN 978-1-77010-120-3

Статьи о политической и экономической ситуации в ЮАР, Зимбабве и других странах Африки:
- Articles by Moeletsi Mbeki in the New Statesman
- South Africa: Only a matter of time before the bomb explodes
- Africa was better governed under colonial rule than it is today
- Overview of his opinions
- A growing gap between the black elite and the black masses?: Elites and political and economic change in South Africa since the Anglo Boer War
- South Africa: Democracy is Mature, the Private and NGO Sector is Strong, and Government is Weak in South Africa
- South Africa: Roots of Black Poverty (недоступная ссылка)